# Техера, Нивария
Нива́рия Техе́ра (исп. Nivaria Tejera; 30 сентября 1929, по другим данным 1930, Сьенфуэгос — 6 января 2016, Париж) — кубинская писательница и поэтесса.

## Биография
Мать — кубинка, отец — испанец с Канарских островов. Детство Ниварии прошло на Тенерифе, куда семья переехала в 1931 году. Отец в ходе гражданской войны был арестован франкистами и до 1944 года находился в тюрьме. После этого семья вернулась на Кубу, где Нивария Техера и дебютировала как поэт. Печаталась в журналах Вирхилио Пиньеры Ciclón и Хосе Лесамы Лимы Orígenes. В 1954 году переехала в Париж. Дружила с Натали Саррот, Морисом Надо, Беккетом, Бретоном, Бенжаменом Пере. После победы революции вернулась на Кубу, затем исполняла обязанности атташе по культуре в Риме. В 1965 году порвала отношения с режимом Кастро и вернулась во Францию. Проживает в Париже. Проза писательницы переведена на английский, французский, немецкий, итальянский и другие языки. Умерла в Париже в 2016 году от рака поджелудочной железы в возрасте 86 лет.

## Произведения
- Luces y piedras (1949, стихи);
- Luz de lágrima (1951, стихи);
- La gruta (1952, стихи);
- Овраг/ El barranco (1959, автобиографический роман о гражданской войне в Испании, переизд. 1989, 2004, 2010);
- Innumerables voces (1964, стихи);
- Sonámbulo del Sol (1971, роман, премия Библиотеки Бреве);
- La barrera fluídica o París escarabajo (1976, стихи);
- Rueda del exiliado (1983, стихи);
- Y Martelar (1983, стихи);
- Fuir La Spirale (1987, роман);
- Espero La Noche para soñarte, Revolución (2002, роман-эссе о современной Кубе, переизд. 2010, 2011).